# Mallophora ciliata
Mallophora ciliata är en tvåvingeart som beskrevs av Walker 1851. Mallophora ciliata ingår i släktet Mallophora och familjen rovflugor. Inga underarter finns listade i Catalogue of Life.